# مدير عام منظمة التجارة العالمية
المدير العام لمنظمة التجارة العالمية هو مسؤول منظمة التجارة العالمية (WTO) وهو مسؤول عن الإشراف على العمليات الإدارية للمنظمة وتوجيهها. نظرًا لأن قرارات منظمة التجارة العالمية تتخذ من قبل الدول الأعضاء، إما من خلال مؤتمر وزاري أو من خلال المجلس العام، فإن المدير العام لا يتمتع بسلطة كبيرة على مسائل السياسة العامة - فالدور في المقام الأول استشاري وإداري بطبيعته. يشرف المدير العام على أمانة منظمة التجارة العالمية التي يبلغ عدد موظفيها 700 موظف ويعينهم أعضاء منظمة التجارة العالمية لمدة أربع سنوات.
ظل منصب المدير العام شاغرًا منذ 31 أغسطس 2020، بعد استقالة روبرتو أزيفيدو من البرازيل الذي شغل المنصب منذ 1 سبتمبر 2013. في 5 فبراير 2021، حصلت الدكتورة نجوزي أوكونجو إيويالا من نيجيريا على دعم الولايات المتحدة للمدير العام لمنظمة التجارة العالمية. ستصبح أوكونجو إيويالا أول امرأة وأول أفريقية تشغل هذا المنصب.
المدير العام الحالي هو روبرتو أزيفيدو من البرازيل، منذ 1 سبتمبر 2013.
قبل تشكيل منظمة التجارة العالمية، كان للاتفاقية العامة للتعريفات الجمركية والتجارة (الجات) سلسلة من المديرين العامين. كان بيتر ساذرلاند آخر مدير عام للجات والأول في منظمة التجارة العالمية.

## قائمة المديرين العامين
هذه قائمة بأسماء الموظفين السابقين لمنصب المدير العام. وقد أنشئت هذه الوظيفة في عام 1995، وإن كان الأمين التنفيذي السابق يعتبر في كثير من الأحيان معادلا مباشر.
| # | الصورة        | المدير العام                        | مده العمل     | مده العمل     | المواطن                  |
| # | الصورة        | المدير العام                        | بداية         | نهاية         | المواطن                  |
| - | ------------- | ----------------------------------- | ------------- | ------------- | ------------------------ |
| 1 |               | بيتر ساذرلاند(1946-2018)            | 1 يوليو 1993  | 30 أبريل 1995 | أيرلندا                  |
| 2 |               | ريناتو روجيرو(1930-2013)            | 1 مايو 1995   | 31 أغسطس 1999 | إيطاليا                  |
| 3 |               | مايك مور(1949-2020)                 | 1 سبتمبر 1999 | 31 أغسطس 2002 | نيوزيلاندا               |
| 4 |               | سوباتشاي بانيتشباكدي(مواليد 1946)   | 1 سبتمبر 2002 | 31 أغسطس 2005 | تايلاند                  |
| 5 |               | باسكال لامي(مواليد 1947)            | 1 سبتمبر 2005 | 31 أغسطس 2009 | فرنسا                    |
| 5 | 1 سبتمبر 2009 | باسكال لامي(مواليد 1947)            | 31 أغسطس 2013 |               | فرنسا                    |
| 6 |               | روبرتو أزيفيدو(مواليد 1957)         | 1 سبتمبر 2013 | 31 أغسطس 2017 | البرازيل                 |
| 6 | 1 سبتمبر 2017 | روبرتو أزيفيدو(مواليد 1957)         | 31 أغسطس 2020 |               | البرازيل                 |
| 7 |               | نغوزي أوكونجو إيويالا (مواليد 1954) | 1 مارس 2021   | #             | نيجيريا الولايات المتحدة |

## اختيار المدير العام 2020
في مايو 2020، أعلن المدير العام أزيفيدو أنه سيتنحى في 31 أغسطس 2020، قبل عام من انتهاء ولايته. في 17 أغسطس 2020، حثت منظمات حقوق الإنسان الدول الأعضاء على رفض ترشيح المملكة العربية السعودية محمد التويجري، مستشهدة بسجلات حقوق الإنسان السيئة في البلاد.
بدأ رئيس المجلس العام ديفيد والكر عملية تشاور مع الأعضاء اعتبارًا من 7 سبتمبر 2020 فصاعدًا، والتي تم من خلالها تقليص مجال المرشحين تدريجيًا. وقدمت الحكومات الأعضاء في منظمة التجارة العالمية ثمانية مرشحين لخلافة أزيفيدو.
تطلب الاختيار النهائي إجماعًا من 164 دولة عضو وكان من المتوقع أن يتم في نوفمبر 2020. لكن نظرا «للوضع الصحي والاحداث الجارية» تم تأجيل الاجتماع.
| الدولة                                                                   | المرشح                | الملاحظات                                                                 |               |
| نيجيريا                                                                  | نجوزي أوكونجو إيويالا | العضو المنتدب السابق للبنك الدولي ووزير المالية ووزير الخارجية            | [ 15 ]        |
| انسحبت في 5 فبراير 2021 بعد التشاور مع الدول الكبرى مثل الولايات المتحدة |                       |                                                                           |               |
| كوريا الجنوبية                                                           | يو ميونغ هي           | وزير التجارة في كوريا الجنوبية                                            | [ 12 ] [ 17 ] |
| انسحبت في 6 أكتوبر 2020 بعد الجولة الثانية من المشاورات                  |                       |                                                                           |               |
| كينيا                                                                    | أمينة محمد محمد       | سكرتير مجلس الوزراء للرياضة والتراث والثقافة في كينيا                     |               |
| المملكة العربية السعودية                                                 | محمد التويجري         | وزير على درجة مستشار بالديوان الملكي ووزير سابق للاقتصاد والتخطيط         |               |
| المملكة المتحدة                                                          | ليام فوكس             | وزير الدولة السابق للتجارة الدولية ووزير الدولة للدفاع في المملكة المتحدة |               |
| انسحبت في 18 سبتمبر 2020 بعد الجولة الأولى من المشاورات                  |                       |                                                                           |               |
| المكسيك                                                                  | خيسوس سيد كوري        | وكيل وزارة الخارجية المكسيكية لأمريكا الشمالية                            |               |
| مصر                                                                      | عبد الحميد ممدوح      | مفاوض مصر ومسؤول رفيع المستوى بمنظمة التجارة العالمية                     | [ 20 ]        |
| مولدوفا                                                                  | تيودور أوليانوفشي     | وزير خارجية مولدوفا السابق                                                |               |